# Sol Spiegelman

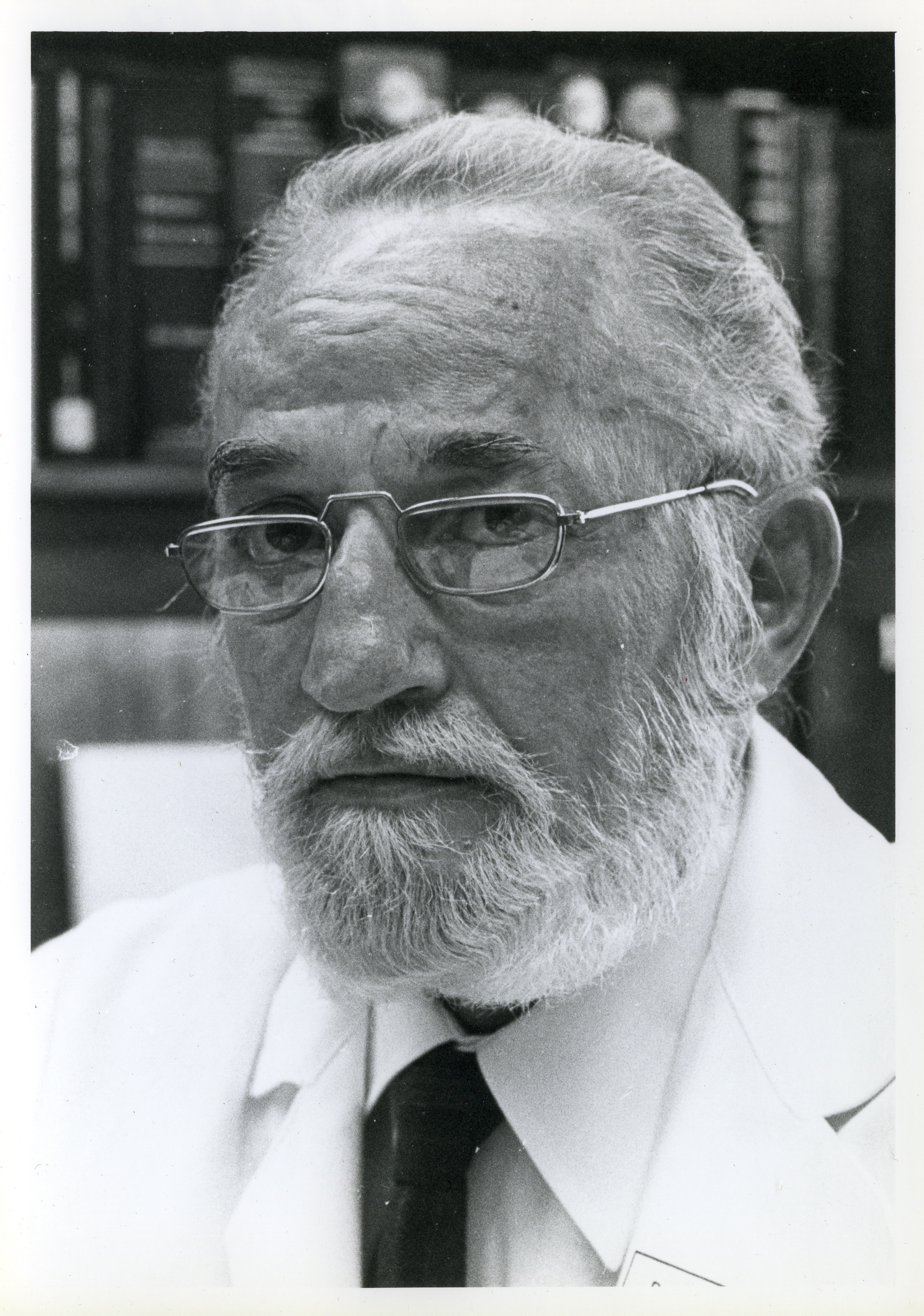
Sol Spiegelman im Jahr 1980

Sol Spiegelman (* 14. Dezember 1914 in Brooklyn, New York City; † 20. Januar 1983 in Columbia, Herkimer County, New York) war ein US-amerikanischer Molekularbiologe. Er wurde bekannt durch seine Forschungen in den Bereichen Genetik, Virologie und Krebs.

## Leben und Karriere
Spiegelman studierte Mathematik am College of the City of New York und schloss sein Studium dort 1939 ab. Anschließend ging er an die Columbia University und an der Washington University in St. Louis, Missouri, wo er 1944 zum Ph.D. promoviert wurde. Seit 1946 war er an der University of Illinois at Urbana-Champaign tätig, wo er später für mehr als 20 Jahre als Professor für Mikrobiologie arbeitete. Von 1969 an war er Professor für Humangenetik am Columbia University College of Physicians and Surgeons, einer Graduiertenschule der Columbia University, und Leiter des Institute of Cancer Research.
Spiegelman war verheiratet und hatte eine Tochter und zwei Söhne.

## Wissenschaftliche Arbeitsgebiete und Auszeichnungen
Spiegelman war der Entdecker der Tatsache, dass nur einer der beiden Stränge, aus denen die DNA besteht, die genetische Information codiert, die in RNA umgeschrieben wird. 1962 entwickelte er eine Technik zur Isolierung von RNA- und DNA-Molekülen aus Zellen, die sogenannte Hybridisierung.
Im Jahr 1965 entdeckte er die nach ihm benannten Monster: RNA-Moleküle die chemischer Evolution unterworfen sind, und sich dynamisch an ihre Umwelt anpassen. 1965 wurde er in die National Academy of Sciences, 1966 in die American Academy of Arts and Sciences gewählt.
Seit 1969 arbeitete er hauptsächlich an den molekularen Grundlagen von Krebs, insbesondere an durch Viren ausgelöste Tumoren, Leukämie und Brustkrebs. 1971 wurde er Mitglied der Leopoldina. 1974 wurde er mit dem Albert Lasker Award for Basic Medical Research ausgezeichnet, 1981 mit dem internationalen Antonio-Feltrinelli-Preis. Seit 1975 war er Universitätsprofessor.